# Mulcent
Mulcent – miejscowość i gmina we Francji, w regionie Île-de-France, w departamencie Yvelines.
Według danych na rok 1990 gminę zamieszkiwały 53 osoby, a gęstość zaludnienia wynosiła 15 osób/km² (wśród 1287 gmin regionu Île-de-France Mulcent plasuje się na 1073. miejscu pod względem liczby ludności, natomiast pod względem powierzchni na miejscu 783.).